# Barrel of a Gun
Singles de Depeche Mode
In Your Room
(1994) It's No Good
(1997)
Pistes de Ultra
The Love Thieves
(2)
Barrel of a Gun est une chanson du groupe Depeche Mode composée par Martin Gore et chantée par Dave Gahan qui figure sur l'album Ultra. C'est le 31e single du groupe, édité par Mute Records et paru le 3 février 1997 avec le titre instrumental Painkiller en face B. La sortie précède de plus de deux mois celle de l'album. Il s'agit de la première chanson de Depeche Mode parue depuis le départ d'Alan Wilder.
Le disque se classe en 4e position des charts britanniques, leur meilleur score à ce jour. Il est no 1 en Suède, et seulement 47e du Billboard Hot 100 aux États-Unis. En France, il est no 22 au Top 50.

## Informations
Barrel of a Gun retranscrit bien la période difficile que traversait chaque membre du groupe, et en particulier Dave Gahan qui s'enfonçait dans la drogue, ayant tenté de se suicider et ayant été déclaré cliniquement mort deux minutes après une overdose. En effet, les paroles de la chanson traitent des difficultés d'une personne s'enfonçant dans ses problèmes et qui, quoi qu'elle fasse, « regarde le canon d'un pistolet » (Whatever I've done / I've been staring at the barrel of a gun). La musique en elle-même appuie cette atmosphère sombre avec notamment la guitare électrique dans des sons saturés, à l'écorché vif. Barrel of a Gun a donc un son très industriel et est probablement la chanson la plus sombre jamais réalisée par le groupe, donnant bien le ton pour l'album Ultra sur lequel elle figure en première position. Martin L. Gore n'était pas sûr du tout que la chanson devienne un succès à la radio et était ainsi réticent à l'idée d'en faire le premier single, mais le reste du groupe, Daniel Miller, et le producteur Tim Simenon n'étaient pas de cet avis. Le titre atteindra finalement la 4e place du classement britannique des meilleures ventes de single, ce qui fut la meilleure position au pays de la Reine depuis People Are People en 1984.
La face B est un instrumental de plus de 7 minutes intitulé Painkiller, qui reflète le nouveau virage au son électro rock sombre emprunté par le groupe. Une version écourtée d'un peu plus de 2 minutes apparaît également en tant que piste cachée sur l'album Ultra et sous le nom « Junior Painkiller ».
Le clip de Barrel of a Gun a été réalisé par Anton Corbijn, le collaborateur de longue date de DM. Il voit Dave Gahan chanter tandis que Martin Gore et Andrew Fletcher dorment près de lui. Le fait que Martin et « Fletch » dorment pendant que Dave chante ou est dans son coin, met en exergue selon Corbijn, le fait qu'ils n'ont pas pu être toujours là pour lui et ainsi agir. Le clip a été tourné partiellement dans les ruelles de Casablanca.
Barrel of a Gun a fait l'objet de plusieurs reprises, notamment par les groupes Laura Effect, Diesel Christ et X-Act. Le titre de la face B Painkiller a été repris par le groupe suédois LCD.

## Liste des titres
- Toutes les chansons sont l'œuvre de Martin L. Gore.

| Vinyle 12"Mute / 12Bong25 : 1. Barrel of a Gun (5:29) 2. Barrel of a Gun (Underworld Hard Mix) (9:37) 3. Barrel of a Gun (3 Phase Mix) (5:23) (remixé par Sven Röhrig) 4. Barrel of a Gun (One Inch Punch Mix V2) (5:28) (remixé par One Inch Punch) 5. Barrel of a Gun (Underworld Soft Mix) (6:29) Vinyle 12"Mute / L12Bong25 : 1. Painkiller (Plastikman Mix) (8:39) 2. Painkiller (7:29) 3. Barrel of a Gun (One Inch Punch Mix) (5:25) 4. Barrel of a Gun (United Mix) (6:36) (remixé par United - Marc Waterman et Paul Freegard) CDMute / CDBong25 : 1. Barrel of a Gun (5:29) 2. Painkiller (7:29) 3. Barrel of a Gun (Underworld Soft Mix) (6:29) 4. Barrel of a Gun (One Inch Punch Mix) (5:25) CDMute / LCDBong25 : 1. Barrel of a Gun (Underworld Hard Mix) (9:37) 2. Barrel of a Gun (United Mix) (6:36) 3. Painkiller (Plastikman Mix) (8:39) Promo Vinyle 12"Mute / P12Bong25 (UK) : 1. Barrel of a Gun (Underworld Hard Mix) (9:37) 2. Painkiller (Plastikman Mix) (8:39) 3. Barrel of a Gun (5:29) 4. Barrel of a Gun (Underworld Hard Instrumental) (9:13) Promo Vinyle 12"Mute / PL12Bong25 (UK) : 1. Barrel of a Gun (One Inch Punch Mix V2) (5:25) 2. Painkiller (Original Mix) (5:26) 3. Barrel of a Gun (3 Phase Mix) (5:29) 4. Barrel of a Gun (Original Mix) (5:35) Promo CDMute / RCDBong25 (UK) : 1. Barrel of a Gun (Radio Edit) (4:01) 2. Barrel of a Gun (Album Version) (5:29) | CDMute / CDBong25X : 1. Barrel of a Gun (5:29) 2. Painkiller (7:29) 3. Barrel of a Gun (Underworld Soft Mix) (6:29) 4. Barrel of a Gun (One Inch Punch Mix) (5:25) 5. Barrel of a Gun (Underworld Hard Mix) (9:37) 6. Barrel of a Gun (United Mix) (6:36) 7. Painkiller (Plastikman Mix) (8:39) 8. Barrel of a Gun (3 Phase Mix) (5:23) 9. Barrel of a Gun (One Inch Punch Mix V2) (5:28) - Ce CD est la ressortie de 2004. Vinyle 7: Reprise / 17390-7 : 1. Barrel Of A Gun (5:30) 2. Painkiller (7:28) CDSire/Reprise / 2-17409 : 1. Barrel of a Gun (5:29) 2. Barrel of a Gun (United Mix) (6:36) 3. Painkiller (7:29) |

CDSire/Reprise / 43828-2 :
1. Barrel of a Gun (5:29)
2. Painkiller (Plastikman Mix) (8:39)
3. Barrel of a Gun (Underworld Soft Mix) (6:27)
4. Barrel of a Gun (One Inch Punch Mix V2) (5:25)
5. Barrel of a Gun (Underworld Hard Mix) (9:36)

- Le One Inch Punch Mix V2 a été étiqueté faussement comme étant le One Inch Punch Mix. Cette version ne sera disponible aux États-Unis que lors de la ressortie de 2004.

Promo CDSire/Reprise / PRO-CD-8600 (US) :
1. Barrel of a Gun (Radio Edit) (4:01)
2. Barrel of a Gun (5:29)

## Classements
| Pays                                      | Meilleure position |
| ----------------------------------------- | ------------------ |
| Allemagne                                 | 3                  |
| Australie                                 | 33                 |
| Autriche                                  | 15                 |
| États-Unis (U.S. Billboard Hot 100)       | 47                 |
| États-Unis (Billboard Modern Rock Tracks) | 11                 |
| Finlande                                  | 3                  |
| France                                    | 22                 |
| Irlande                                   | 13                 |
| Italie                                    | 4                  |
| Royaume-Uni                               | 4                  |
| Suède                                     | 1                  |
| Suisse                                    | 30                 |